# Breviceps acutirostris
Breviceps acutirostris es una especie  de anfibios de la familia Brevicipitidae.

## Distribución geográfica
Se encuentra en Sudáfrica.

## Estado de conservación
Se encuentra amenazada de extinción por la pérdida de su hábitat natural.